# Cocoa Tea

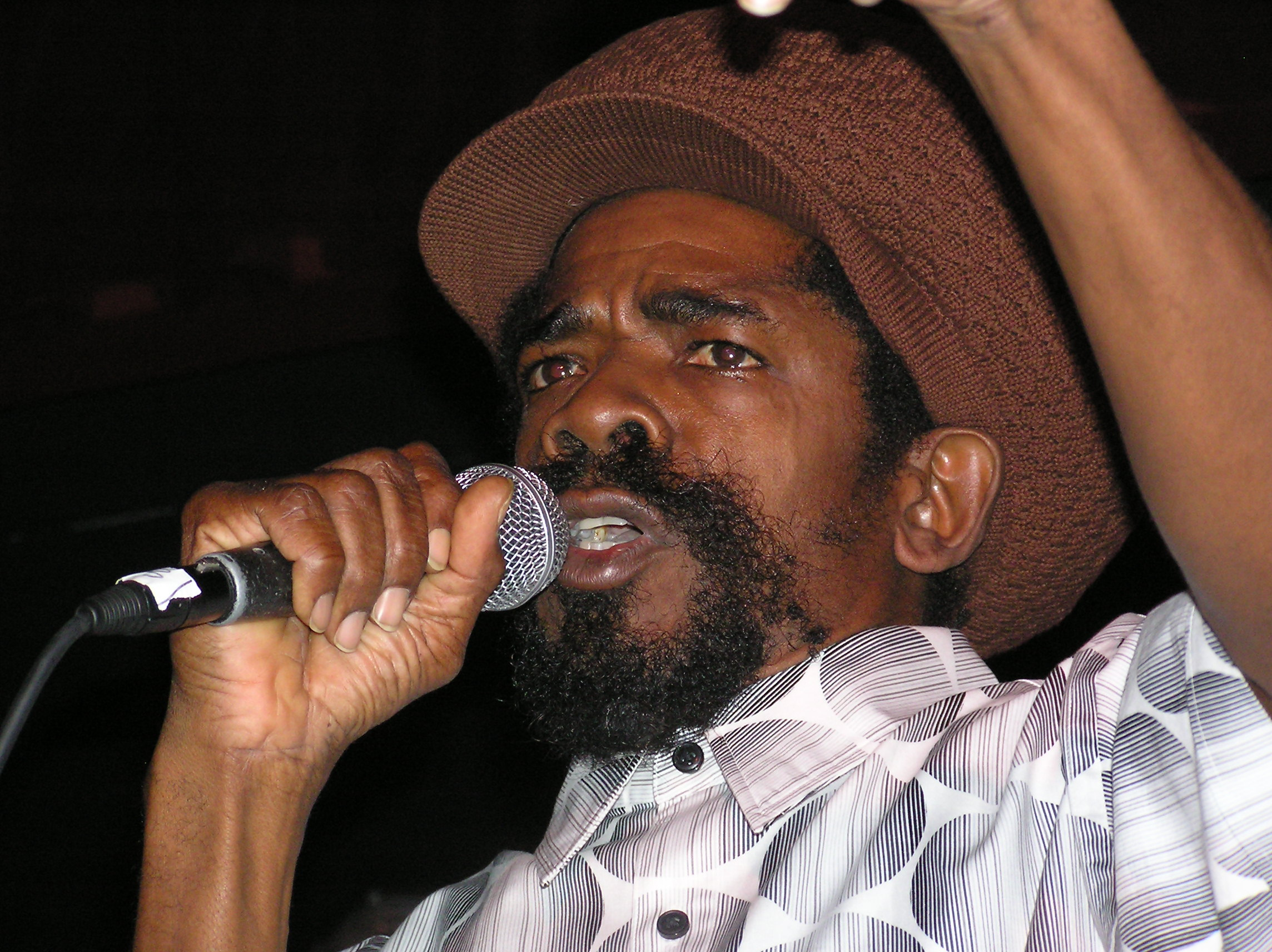
Cocoa Tea, 2004

Cocoa Tea (* 3. September 1959 als Calvin George Scott in Rocky Point, Clarendon Parish; † 11. März 2025 in Fort Lauderdale) war ein jamaikanischer Reggae- und Dancehall-Sänger.

## Leben
Cocoa Tea begann seine Karriere als Jugendlicher im Kirchen- und Schulchor, mit dem er 1974 das Lied Searching in the Hills aufnahm. Er arbeitete für etwa fünf Jahre als Jockey beim Pferderennen und als Fischer.
1983 traf er auf den Produzenten Henry „Junjo“ Lawes, der mit ihm gemeinsam seine ersten Hitsingles Rocking Dolly und I Lost My Sonia aufnahm. 1985 folgte das erste Album Wha Them A Go Do, Can’t Stop Cocoa Tea. Bis 1988 folgten drei weniger bekannte Alben, bevor er mit Who She Love, einer Aufnahme zusammen mit Shabba Ranks und Home T, einen Hit landete. Im selben Jahr hatte das Trio mit Pirates Anthem, einer Hymne der britischen Piratensender, eine international erfolgreiche Single.
In den frühen 1990er Jahren spielte Cocoa Tea zwei kritische Songs über den Golfkrieg ein: No Blood For Oil und Oil Ting, beide durften nicht im jamaikanischen Radio gespielt werden. 1992 folgte das Album I Am the Toughest und 1995 Holy Mount Zion. 1997 nahm er gemeinsam mit dem Deejay Cutty Ranks eine Coverversion von Bob Marleys Waiting in Vain auf. Im selben Jahr erschien sein Album Holy Mount Zion auf dem Majorlabel Motown.
1998 gründete Cocoa Tea sein eigenes Plattenlabel namens Roaring Lion. Danach veröffentlichte er weitere Alben und hatte mit den Singles Can’t Tek Weh Yuh Gal 1999 und Barack Obama 2008 Nummer-eins-Hits.
Cocoa Tea starb am 11. März 2025 im Alter von 65 Jahren in Fort Lauderdale an einem Kreislaufstillstand.

## Diskografie (Auswahl)
- 1985: Wha Them A Go Do, Can’t Stop Cocoa Tea – Volcano Records
- 1986: Coco Tea – Firehouse Label
- 1991: Riker’s Island – V.P. Records
- 1992: Kingston Hot – Ras
- 1992: Can’t Stop Cocoa Tea – V.P. Records
- 1993: 20 Tracks Of … – Indigo
- 1994: Good Life – V.P. Records
- 1996: Israel’s King – V.P. Records
- 1997: Holy Mount Zion – Motown
- 1997: RAS Portraits – Ras
- 2001: Feel The Power – V.P.
- 2004: Tek Weh Yuh Gal – V.P.
- 2006: Save Us Oh Jah – V.P.
- 2007: Biological Warfare – Minor7Flat5*
- 2008: Barack Obama
- 2008: Yes We Can